# بيلي كوستيلو
بيلي كوستيلو (10 أبريل 1956 بكينغستون في الولايات المتحدة - 29 يونيو 2011) (بالإنجليزية: Billy Costello)‏ هو ملاكم أمريكي.

## روابط خارجية
- بيلي كوستيلو على موقع بوكس ريك (الإنجليزية) (registration required)